# Tokugawa Iemitsu
Tokugawa Iemitsu (徳川 家光?   12 de agosto de 1604 - 8 de junio de 1651) fue el tercer shōgun Tokugawa, y gobernó entre 1623 a 1651. Fue el hijo mayor de Tokugawa Hidetada y nieto de Tokugawa Ieyasu.
Fue investido shōgun en 1617 y asumió el shogunato en todo Japón en 1623 al abdicar su padre. Fue conocido por emitir un edicto en 1633 que prohibía el cristianismo en Japón y obligó a toda la población a registrarse en los templos. Debido a estas persecuciones, en 1637 se produjo la Rebelión de Shimabara, organizado por japoneses convertidos al cristianismo. Muchos fueron asesinados y ejecutados posteriormente. En 1639, ordenó el aislamiento de Japón del resto del mundo.
Fue el primer shōgun Tokugawa que fallece durante su mandato y no mediante una abdicación.